# Robert F. Coleman
Robert Frederick Coleman (22 de noviembre de 1954 - 24 de marzo de 2014) fue un matemático estadounidense. Fue profesor de la Universidad de Berkeley.
Después de graduarse en la Nova High School, completó su educación en la Universidad de Harvard en 1976 y siguió en la Universidad de Cambridge con Parte III de los Tripos de Matemáticas. Mientras tanto, John H. Coates le asesoraba en el problema central de su tesis doctoral ("Division Values in Local Fields"), que completó en la Universidad de Princeton en 1979 bajo la tutela de Kenkichi Iwasawa.
Posteriormente tuvo un nombramiento postdoctoral de un año en el Instituto de Estudios Avanzados y luego dio clases en la Universidad de Harvard durante tres años. En 1983, se trasladó a la Universidad de Berkeley. En 1985, se le fue diagnosticado esclerosis múltiple, en el que perdió el uso de sus piernas. A pesar de esto, siguió siendo un miembro activo de la facultad hasta su jubilación en 2013. Se le otorgó una beca MacArthur en 1987.
Trabajó primordialmente en la teoría de números, con interés específico en el análisis p-ádico y la geometría aritmética. En particular, desarrolló la teoría de la integracíon p-ádica análoga a la clásica teoría compleja de integrales abelianas. Las aplicaciones de la integración de Coleman incluyen una versión efectiva del teorema de Chabauty sobre puntos racionales en curvas y una nueva prueba de la Conjetura de Manin-Mumford, originalmente probada por Raynaud. Coleman también es conocido por introducir espacios p-ádicos de Banach en el estudio de formas modulares y por descubrir importantes criterios de clasicidad para formas modulares p-ádicas superconvergentes. Con Barry Mazur, introdujo la curva propia y estableció algunas de sus propiedades fundamentales. En 1990, Coleman encontró un vacío en la prueba de Manin de la Conjetura de Mordell sobre los campos de función y logró llenarlo. Con José Felipe Voloch, Coleman estableció una importante compatibilidad no comprobada en Benedict Gross teoría de las formas compañeras.
Coleman murió el 24 de marzo de 2014.

## Trabajos seleccionados
- Coleman, Robert F. (1979), «Division values in local fields.», Invent. Math. 53 (2): 91-116, Bibcode:1979InMat..53...91C, MR 0560409, S2CID 122569381, doi:10.1007/BF01390028. PhD thesis
- Coleman, Robert F. (1985), «Torsion points on curves and p-adic abelian integrals», Ann. of Math. 121 (1): 111-168, JSTOR 1971194, MR 0782557, doi:10.2307/1971194.
- Coleman, Robert F. (1985), «Effective Chabauty», Duke Math. J. 52 (3): 765-770, MR 0808103, doi:10.1215/s0012-7094-85-05240-8.
- Coleman, Robert F. (1987), «Ramified torsion points on curves», Duke Math. J. 54 (2): 615-640, MR 0899407, doi:10.1215/s0012-7094-87-05425-1.
- Coleman, Robert F.; de Shalit, Ehud (1988), «p-adic regulators on curves and special values of p-adic L-functions», Invent. Math. 93 (2): 239-266, Bibcode:1988InMat..93..239C, MR 0948100, S2CID 122242212, doi:10.1007/bf01394332.
- Coleman, Robert F. (1990), «Manin's proof of the Mordell conjecture over function fields», L'Enseignement Mathématique, 2e Série 36 (3): 393-427, ISSN 0013-8584, MR 1096426, archivado desde el original el 2 de octubre de 2011.
- Coleman, Robert F.; Voloch, José Felipe (1992), «Companion forms and Kodaira-Spencer theory», Invent. Math. 110: 263-281, Bibcode:1992InMat.110..263C, MR 1185584, S2CID 121416817, doi:10.1007/bf01231333.
- Coleman, Robert F. (1996), «Classical and Overconvergent Modular Forms», Invent. Math. 124 (1–3): 215-241, Bibcode:1996InMat.124..215C, MR 1369416, S2CID 7995580, doi:10.1007/s002220050051.
- Coleman, Robert F. (1997), «p-adic Banach spaces and families of modular forms.», Invent. Math. 127 (3): 417-479, Bibcode:1997InMat.127..417C, MR 1431135, S2CID 1677427, doi:10.1007/s002220050127.
- Coleman, R.; Mazur, B. (1998), «The eigencurve», Galois representations in arithmetic algebraic geometry (Durham, 1996), London Math. Soc. Lecture Note Ser. 254, Cambridge: Cambridge Univ. Press, pp. 1-113, ISBN 9780511662010, MR 1696469, doi:10.1017/CBO9780511662010.003, archivado desde el original el 7 de junio de 2011.
- Coleman, Robert F. (2003), «Stable maps of curves», Doc. Math., Extra Volume for Kazuya Kato's fiftieth birthday: 217-225, MR 2046600.